# Межово (Большемуртинский район)
Межово — село в Большемуртинском районе Красноярского края. Административный центр Межовского сельсовета.

## География
Село находится в центральной части края, в подтаёжно-лесостепном районе лесостепной зоны, на левом берегу реки Итат, вблизи места впадения её в реку Верхняя Подъёмная, на расстоянии приблизительно 19 км (по прямой) к юго-западу от Большой Мурты, административного центра района. Абсолютная высота — 169 м над уровнем моря.
Климат
Климат характеризуется как резко континентальный, с продолжительной морозной зимой и коротким тёплым летом. Средняя температура воздуха самого тёплого месяца (июля) составляет 17,8 °C (абсолютный максимум — 38 °C); самого холодного (января) — −20,4 °C (абсолютный минимум — −60 °C). Среднегодовое количество атмосферных осадков составляет 350 мм. Снежный покров держится в течение 180 дней.

## История
По данным 1926 года имелось 303 хозяйства и проживало 1441 человек (706 мужчин и 735 женщин). В национальном составе населения того периода преобладали русские. Функционировали школа I ступени, народный дом, изба-читальня и лавка общества потребителей. В административном отношении являлось центром Межовского сельсовета Больше-Муртинского района Красноярского округа Сибирского края.

## Население
| 2010 |
| ---- |
| 555  |

Половой состав
По данным Всероссийской переписи населения 2010 года в гендерной структуре населения мужчины составляли 49,5 %, женщины — соответственно 50,5 %.
Национальный состав
Согласно результатам переписи 2002 года, в национальной структуре населения русские составляли 75 % из 643 чел.

## Известные уроженцы
- Межов, Михаил Васильевич (1902—1942) — советский военнослужащий, красноармеец.